# Ben-Hadad III
Pour les articles homonymes, voir Hadad et Ben-Hadad.
Ben-Hadad III, personnage biblique, roi d'Aram-Damas de 796 à 792 av. J.-C., fils et successeur d'Hazaël.
Selon la Bible, il fut vaincu par trois fois par Joas, roi d'Israël.
La stèle de Zakkur le mentionne sous le nom de "Ben-Hadad, fils d'Hazaël"

## Source
Bible : 2Rois XIV,24-25